# Croque-mitaine
Pour l’article ayant un titre homophone, voir Croquemithène.

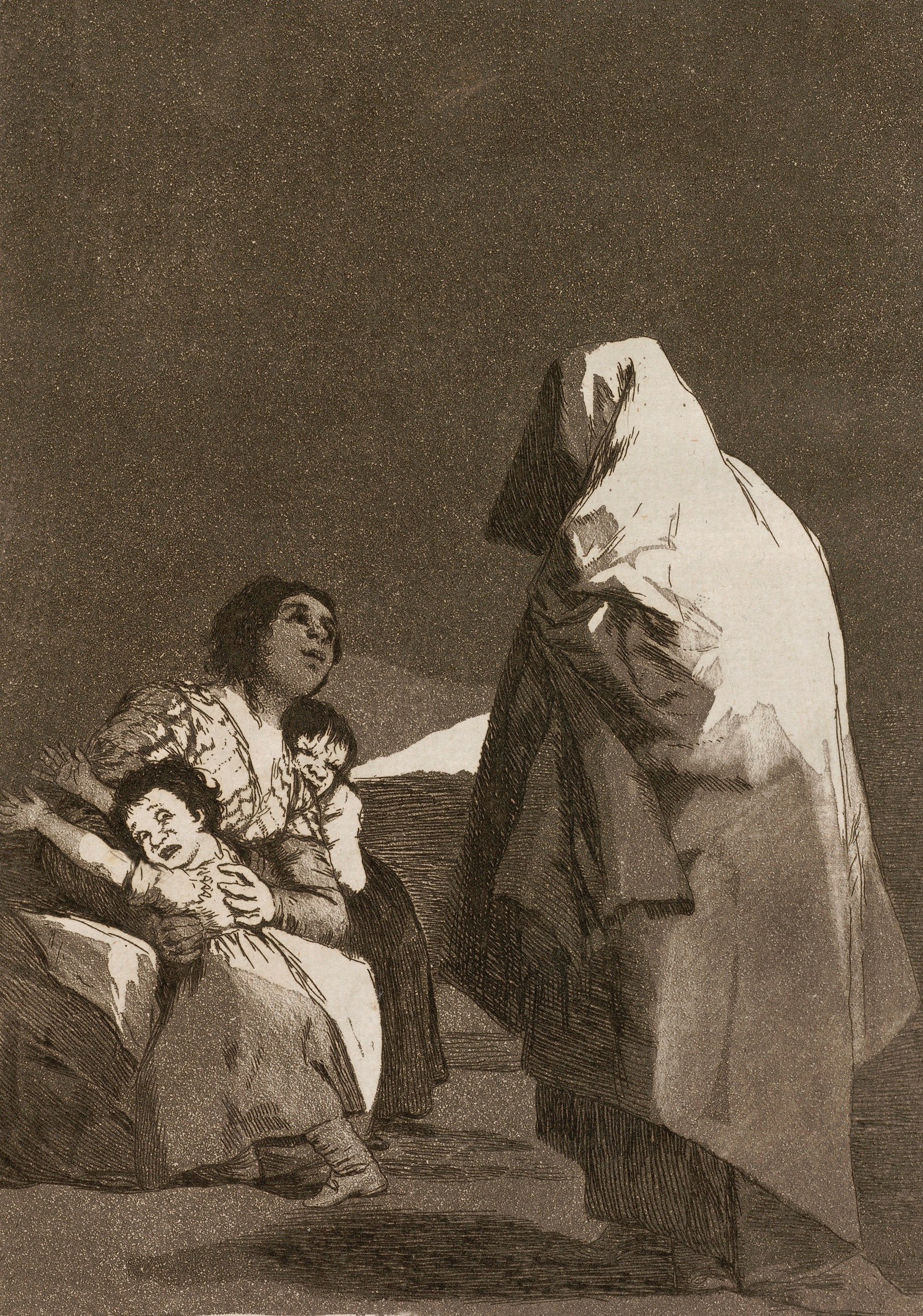
« Que viene el Coco ! » (Attention, le Coco arrive !) de Francisco de Goya, vers 1797.

Le croque-mitaine (ou croquemitaine) est un personnage maléfique présenté aux enfants pour leur faire peur et ainsi les rendre obéissants.
Il sert souvent à marquer les interdits vis-à-vis de moments ou de lieux considérés comme dangereux, en particulier par rapport à la nuit. Un croque-mitaine peut se dissimuler aux abords d'un cours d'eau ou d'un étang, afin de noyer les imprudents. Dans les régions où l'hiver peut être rigoureux, un croque-mitaine mange le nez et les doigts de l'enfant (les parties du corps les plus exposées aux gelures). La crainte provoquée par la menace de tels personnages crée une peur qui n'a plus besoin d'être motivée.
Les croque-mitaines existent dans l'imaginaire de tous les pays. Leurs noms sont extrêmement variables et, sauf quelques particularités qui permettent de les identifier, leur aspect est assez mal défini, ce qui, dans une transmission orale, permet à chacun de s'imaginer un être d'autant plus effrayant : homme, femme, animal (le loup joue parfois le rôle de croque-mitaine), ou même créature fantasmatique comme la came-cruse (ou camo cruso, en graphie classique cama crusa « jambe crue ») en Gascogne, qui est une « jambe nue avec un œil au genou ».
Des personnes réelles et vivantes (âgées, au physique inquiétant, ou vivant en retrait de la communauté) endossent souvent, volontairement ou non, la personnalité du croque-mitaine pour menacer les enfants. À cet égard, le croque-mitaine, supposé réel pour être efficace, entre peu dans les contes de la tradition orale, qui sont en principe acceptés comme des fictions par les auditeurs, ni les légendes, considérées comme vraies mais constituées d'un récit plus ou moins précis. Le croquemitaine se situe à la lisière, les uns (les parents) ne croyant pas à sa réalité, les autres (les enfants) étant persuadés de son existence. Le croque-mitaine est devenu un sujet pour la littérature, la télévision, le cinéma.

## Étymologie
Le mot « croque-mitaine » apparaît dans la littérature au début du XIXe siècle. Collin de Plancy lui consacre un article dans son Dictionnaire infernal (1818), avec un renvoi à l'entrée « Babau ».
La plupart des dictionnaires étymologiques éludent la question ou mentionnent simplement le difficulté de trouver l'étymologie exacte,,.
Le terme est formé de deux mots : « croque », du verbe « croquer » (mordre, manger) ou « crocher » (attraper avec un croc), et « mitaine », qui est plus difficile à interpréter. « Mitaine » pourrait dériver de l'ancien français mite, qui signifie « chat », compagnon du diable. Il s'agirait donc d'un « mange-chat » dont le but serait de faire peur aux enfants. La mitaine, évoque potentiellement la main qui gifle. Une autre interprétation verrait plutôt dans « mitaine » une proximité avec l'allemand Mädchen ou le néerlandais Meisje (dans ces langues, ces mots signifient « fille » au sens de « jeune personne féminine »),.

## Les croque-mitaines dans l'art et la culture
Le terme de "croque-mitaine" se retrouve dans des livres, films et chansons :
Dans les livres et nouvelles fantastiques, on retrouve le croque mitaine dans son rôle original. On le trouve à maintes reprises chez Victor Hugo, et dans la chanson de Pierre-Jean de Béranger « Les myrmidons » datée de décembre 1819 :
mironton, mirontaine,
prends l'arme de ce héros ;
puis, en vrai croquemitaine,
tu feras peur aux marmots.
Il apparait aussi dans ce rôle dans « Croquemitaine n'est plus... », nouvelle de Jean Ray parue dans le recueil Le Carrousel des maléfices, (1964). Dans la série de romans jeunesse The Guardians of Childhood de William Joyce) adaptée en film d'animation sous le titre des Les Cinq Légendes, les figures connues du folklore de l'enfance s'opposent à Pitch Black, croque-mitaine ré-imaginé, à la fois roi des ombres, marchand de sable, etc. .
Dans l'audiovisuel moderne, le terme de croque-mitaine est repris dans les versions françaises de médias pour désigner un tueur en série. Ainsi, dans la série Heroes, le terme de croque-mitaine est utilisé pour désigner le serial killer Sylar; John Wick, assassin de la série de films éponymes, est surnommé Croque-mitaine, Baba Yaga ou encore Le Bonhomme-Sept-Heures; Michael Myers est également décrit comme étant le croque-mitaine dans Halloween, la nuit des masques,.

## Équivalents et quasi-synonymes dans le monde
Chaque terme désignant cette notion a des caractéristiques particulières qui excluent toute synonymie parfaite.
| Nom principal en français                                                       | Autre(s) nom(s) | Description | Zone géographique                                                                        | Pays                                              | Région(s)/Ville(s)                                |
| ------------------------------------------------------------------------------- | --- | --- | ---------------------------------------------------------------------------------------- | ------------------------------------------------- | ------------------------------------------------- |
| Babau (it)                                                                      | Babaou, Babou, Barbeu, Babeux, Babao (Piémont), Barbaou (Bretagne), Père Babaloum (Dauphiné), Papu (Catalogne),, Bubu (Majorque), Bubota (es) (Majorque) | nom existant déjà depuis au moins le XIIIe siècle. Son origine pourrait provenir de l'onomatopée d'un aboiement de chien, d'un cri d'animal, du rapprochement avec un être barbu, ou même d'une évolution de la sorcière Baba Yaga russe.[réf. nécessaire] En occitan, babau désigne une toute petite bête, un insecte, mais aussi une sorte de dragon mangeur d'hommes. En Italie, on le fait venir des Arabes et des envahisseurs sarrasins (Jean le noir). Dans son Dictionnaire infernal (1828), Collin de Plancy indique que le Babau est une « espèce d'ogre ou de fantôme, dont les nourrices menacent les petits enfants dans les provinces du midi de la France, comme on les effraie à Paris du Croquemitaine. Mais Babau ne se contente pas de fouetter, il mange en salade les enfants qui sont méchants ». Au XIXe siècle, Frédéric Godefroy rapproche les mentions moyenâgeuses de barbeu de la figure du loup-garou dans son Dictionnaire de l’ancienne langue française et de tous ses dialectes du au XVe siècle | Europe et Amérique du Nord                                                               | France, Suisse, Italie, Québec                    | France, Suisse, Italie, Québec                    |
| Boogeyman                                                                       | Bogeyman, boogyman, bogyman, boogey monster (en Angleterre), Boggelmann (Allemagne) | Quasi-synonyme de croque mitaine dans les pays anglophones. On le retrouve sous ce nom dans de nombreuses références de la culture populaire, notamment la nouvelle Le Croque-mitaine de Stephen King publiée dans le recueil Danse macabre, ou les chansons Boogie Man du groupe AC/DC ou I'm Your Boogie Man (en) de KC and the Sunshine Band, reprise par White Zombie. | Europe et Amérique du Nord                                                               | Royaume-Uni et Etats-Unis                         | Royaume-Uni et Etats-Unis                         |
| Troll, gobelin                                                                  | Butzemann, Buhmann[réf. nécessaire] | variante dans la chanson enfantine Es tanzt ein Bi-Ba-Butzemann | Europe                                                                                   | Allemagne                                         | Allemagne                                         |
| L'homme noir                                                                    | Der schwarze Mann (Allemagne), l'Uomo Nero [réf. souhaitée](Italie) | Présent dans le jeu de l'homme noir en Allemagne, représentant un porteur de la peste noire. Il est notamment évoqué dans « Angst », la chanson de Rammstein sortie en 2022, | Europe                                                                                   | France, Allemagne                                 | France, Allemagne                                 |
| Le tailleur                                                                     | Der Schneider | Il provient de l'histoire du Daumenlutscher écrit au XIXe siècle racontant que les enfants qui sucaient trop longtemps leur pouce risquaient, en punition, de faire venir le tailleur qui venait leur couper les pouces. | Europe                                                                                   | Allemagne                                         | Allemagne                                         |
| Corbeaux de la nuit (en)                                                        | Nachtrabe en Allemagne, Natteravnene en Norvège et Danemark, Nòchtgròbbe en Alsace | | Europe                                                                                   | France, Allemagne, Norvège, Danemark              | France, Allemagne, Norvège, Danemark              |
| Pier Jan Claes                                                                  | Pier Jan Claes | Personnage de la tradition orale des Pays-Bas associé au croque-mitaine | Europe                                                                                   | Belgique et Pays-Bas                              | Flandre et Pays-Bas                               |
| L'homme au crochet                                                              | Crodjambot, Pépé Crotchet (homme), Mareye Crotchet (femme), Henri Crochet | Personnage munis d'ongles démesurés, ou d'un crochet, il attrape les enfants par la jambe | Europe                                                                                   | Belgique et France                                | Wallonie et Champagne-Ardennes                    |
| Spètin                                                                          | Spètin | Personnage qui se cache dans le brouillard et les lieux sombres | Europe                                                                                   | Belgique                                          | Wallonie                                          |
| Madeleine                                                                       | Madeleine aux longs cheveux (Madlinne-as-grands-tchveas), | Elle noie les enfants qui s'approchent des rivières et des canaux | Europe                                                                                   | Belgique                                          | Wallonie                                          |
| Jean le croquemitaine                                                           | Djihan Djambot, Djihan l' crodjambot | Personnage qui noie les imprudents | Europe                                                                                   | Belgique                                          | Wallonie                                          |
| Grand mère au dents rouges                                                      | Grand-Mé aux Rouges Dés, l'homme aux dents rouges | Grand-mère aux dents rouges | Europe                                                                                   | Belgique et France                                | Wallonie et Meuse                                 |
| El Coco                                                                         | el cuco, el cucuy, la cuca, Coca | Femme/sorcière qui kidnappe les enfants qui ne vont pas eu lieu | Europe et Amérique du Sud. On la retrouve notamment le roman L'Outsider de Stephen King. | Pays hispanophones et lusophones                  | Pays hispanophones et lusophones                  |
| Personnification du froid                                                       | Jan del Gel (Val d'Aran, Pallars / Alt Urgell - Cerdagne), Homme de la malle(Omé de la malo, Hautes-Alpes), Yuki-onna (Japon) | Personnification du froid, de l'hiver et de la nuit, qui est capable de congeler les personnes. Il est censé menacer toute personne s'aventurant la nuit dans le froid. | Europe                                                                                   | France et Espagne                                 | France et Espagne                                 |
| Compagnon de saint Nicolas ou du Christkindel                                   | Père Fouettard, Krampus, Hans Trapp | Personnage récurrent de nombreuses légendes liées à Saint-Nicolas en Europe | Europe                                                                                   | Europe                                            | Europe                                            |
| Mammone                                                                         | Chat Mammone (Gatto Mammone), Roi des chats (re dei Gatti) | Créature issue du personnage biblique Mammon, pour faire peur aux enfants désobéissants | Europe                                                                                   | Italie                                            | Naples et Centre/sud de l'Italie                  |
| Draugen                                                                         | Draugen | Démon marin, pour empêcher les enfants de s'aventurer près de la mer. A aussi d'autres rôles dans le folklore norvégien | Europe                                                                                   | Norvège                                           | Norvège                                           |
| Nøkken (nykkjen en nynorsk)                                                     | Nøkken (nykkjen en nynorsk) | Démon des étangs. A aussi d'autres rôles dans le folklore norvégien. | Europe                                                                                   | Norvège                                           | Norvège                                           |
| Fossegrim                                                                       | Fossegrim | Démon des rivières et cascades. | Europe                                                                                   | Norvège                                           | Norvège                                           |
| Bicho-papão                                                                     | Bicho-papão | Papão vient de l'expression papar, qui signifie « manger », « dévorer «, car la principale caractéristique attribuée au monstre en général est celle de manger les petits enfants. | Europe et Amérique du Sud                                                                | Portugal et Brésil                                | Portugal et Brésil                                |
| Bonhomme sept-heures                                                            | Bonhomme sept-heures | Vagabond sinistre utilisé pour faire peur aux jeunes enfants et ainsi les rendre plus sages. Il était censé ramasser les enfants qui étaient encore dehors après sept heures du soir ou qui ne dormaient pas. Il s'agit aussi d'une chanson du groupe eXterio.[réf. nécessaire] | Amérique du nord                                                                         | Canada                                            | Canada                                            |
| Bloody Bones (en)                                                               | Rawhead, Tommy Rawhead, or Rawhead-and-Bloody-Bones | Regroupe plusieurs créatures sinistres qui habitent les mares ou les coins sombrent pour y amener les enfants désobéissants | Europe et Amérique du nord                                                               | Royaume-Uni et États-Unis                         | Royaume-Uni et États-Unis                         |
| Booger dancer (en)                                                              | Booger dancer (en) | Représentation satirique des européens qui venaient chasser les femmes Cherokee. | Amérique du nord                                                                         | États-Unis                                        | Culture Cherokee                                  |
| Manou                                                                           | Manou | | Europe                                                                                   | Suisse                                            | Montagnes neuchâteloises                          |
| Loups, bêtes et loup-garou                                                      | Ganipote, Lébérou | Loups et créature apparentées au loup-garou | Europe et Amérique du Nord                                                               | Europe et Amérique du Nord                        | Europe et Amérique du Nord                        |
| Celui qui se cache                                                              | Ijiraq (en) | Croque-mitaine qui enlève les enfants et les dissimule à jamais. Les inukshuk en pierre permettent aux enfants de retrouver leur chemin s'ils arrivent à persuader l'ijiraq de les laisser partir.[réf. nécessaire] Une lune de Saturne s'appelle Ijiraq en référence à cette créature. | Amérique du Nord                                                                         | Culture Inuit                                     | Culture Inuit                                     |
| Qallupilluit (en)                                                               | Qallupilluit (en) | Créature qui se cache dans l'eau et capture les enfants qui s'aventurent trop près de fissures dans la glace et désobéissent à leurs parents | Amérique du Nord                                                                         | Culture Inuit                                     | Culture Inuit                                     |
| Goule[réf. souhaitée]                                                           | al-ghûl, el ghoul ou el ghoula | | Afrique du Nord et Proche orient                                                         | Afrique du Nord et Proche orient                  | Afrique du Nord et Proche orient                  |
| Umm al Sibyan                                                                   | Umm al Sibyan | Génie qui dérange les enfants, associé à l'épilépsie | Afrique du Nord et Proche orient[réf. nécessaire]                                        | Afrique du Nord et Proche orient[réf. nécessaire] | Afrique du Nord et Proche orient[réf. nécessaire] |
| Bichou                                                                          | Bouchou | en référence au général Bugeaud lors de la conquête de l'Algérie par la France, pendant laquelle il a notamment couvert et encouragé les enfumades. Plusieurs générations plus tard, une mère qui veut effrayer son enfant pour lui imposer silence, lui dit : « Tais-toi, voici venir Bichou,. » | Afrique du Nord et Proche orient                                                         | Algérie                                           | Algérie                                           |
| Teryel, Waghzn                                                                  | Teryel, Waghzn | Ogresse et gre, personnages de la mythologie kabyle. | Afrique du Nord et Proche orient                                                         | Algérie                                           | Kabylie                                           |
| Aïcha Kandicha                                                                  | Lalla Aisha Qandisha | Créature évoquée pour faire peur aux enfants. | Afrique du Nord et Proche orient                                                         | Maroc et Ouest de l'Algérie                       | Maroc et Ouest de l'Algérie                       |
| Bouloulou,                                                                      | Bouloulou, | Personnage utilisé pour effrayer les enfants et les obliger à dormir | Afrique du Nord et Proche orient                                                         | Algérie                                           | Algérie                                           |
| Bouaou                                                                          | Bouaou | Bestiole ou monstre dont on menace les enfants | Afrique du Nord et Proche orient                                                         | Maghreb                                           | Maghreb                                           |
| Qarina, Umm aṣ-ṣabyān                                                           | Qarina, Umm aṣ-ṣabyān | Démone ou djinniya (génie féminin) infanticide. Elle serait liée au Ka des Egyptiens anciens. | Afrique du Nord et Proche orient                                                         | Egypte                                            | Egypte                                            |
| Öcü [réf. souhaitée]                                                            | Öcü [réf. souhaitée] | figure utilisée par les parents afin de dissuader les enfants à aller dans les lieux considérés dangereux, pour les dissuader en les effrayant de faire telle ou telle chose, ou afin de convaincre les enfants à dormir tôt. L'öcü n'a pas de description physique propre et son mythe est transmis de manière orale. | Afrique du Nord et Proche orient                                                         | Turquie                                           | Turquie                                           |
| Le suédois                                                                      | Le suédois | Lointain souvenir de la Guerre de Trente Ans, par lequel on menaçait les enfants désobéissants : « Kindele bet, sunscht kummt d'r Schwed » (Fais ta prière, mon petit, sinon le Suédois va venir),. | Europe                                                                                   | France                                            | Alsace                                            |
| Mère-en-Gueule (ou Mère Engueule)                                               | Mère-en-Gueule (ou Mère Engueule) | Croquemitaine femelle qui habite les puits, les rivières et en général les endroits dangereux. | Europe                                                                                   | France                                            | Mâcon et alentours                                |
| Jean de Vert[réf. souhaitée]                                                    | Jean de Vert[réf. souhaitée] | Mercenaire du XVIIe siècle passé à la postérité dans des comptines qui en font un croque mitaine mangeur d'enfants | Europe                                                                                   | France                                            | Paris                                             |
| Couche Huit-Heures                                                              | Couche Huit-Heures | Emporte les enfants qui ne sont pas couchés à 8 heures du soir | Europe                                                                                   | France                                            | Franche-Comté                                     |
| Picolaton                                                                       | pique-au-mollet, quiperlibresson, cacalambri | Oiseau imaginaire surtout connu parce qu'on racontait aux enfants qui traînaient en route qu'il se servirait de son bec pointu pour piquer leurs fesses et leurs talons afin qu'ils se hâtent. On promettait aux mêmes enfants de leur montrer l'incroyable nid de l'oiseau fabuleux, à condition qu'ils se montrent très sages et obéissants. | Europe                                                                                   | France                                            | Franche-Comté                                     |
| Le Craqueuhle[source insuffisante]                                              | Le Craqueuhle[source insuffisante] | | Europe                                                                                   | France                                            | Lorraine                                          |
| Le Peut'homme (peut, au féminin peute, signifie vilain, laid en patois lorrain) | Le Peut'homme (peut, au féminin peute, signifie vilain, laid en patois lorrain) | | Europe                                                                                   | France                                            | Lorraine                                          |
| Marie Grouette                                                                  | Marie Groët, Marie Grauette, Marie Girelle | Créature qui attire les enfants qui s'approchent trop de l'eau | Europe                                                                                   | France                                            | Audomarois                                        |
| Gagamouuh                                                                       | Gagamouuh | Être maléfique censé faire peur aux enfants pour les rendre sages, obéissants. | Afrique                                                                                  | Côte d'Ivoire                                     | Côte d'Ivoire                                     |
| Bonhomme Sounga,                                                                | Bolhom Sounga | Personnage utilisé utilisé par les parents dont les enfants ne veulent pas dormir ou sont turbulents. | Afrique                                                                                  | Île Maurice                                       | Île Maurice                                       |
| Namahage                                                                        | Namahage | Esprits japonais utilisés pour éduquer les enfants, notamment dans la région du Tōhoku | Asie                                                                                     | Japon                                             | Japon                                             |
| Yama-Uba                                                                        | Yama-Uba | La sorcière des montagnes (qui n'est pas toujours mauvaise), vieille femme hideuse qui change d'apparence pour attraper ses victimes, leur fait croire qu'elle va les aider et les mange une fois gagnée leur confiance. | Asie                                                                                     | Japon                                             | Japon                                             |
| Homme au sac (en)                                                               | Père la Pouque (eul pé la pouque en cauchois), Bonhomme au(x) sac(s) (Saumurois), Abou Kiss (ابو كيس, au Liban), El hombre del saco (Espagne), Velho do Saco (Colombie)[réf. nécessaire], Bouchkara (Tunisie), Boukhancha (Maroc), Vecchio col sacco (Sud de l'Italie)[réf. nécessaire] | Personnage emmenant les enfants qui ne sont pas sages dans un grand sac qu'il porte sur l'épaule | Monde                                                                                    | Monde                                             | Monde                                             |
| Bête Havette                                                                    | Bête verte | Être fantastique vivant au fond des puits et des fontaines qui noie les enfants imprudents,. Pourrait venir du monstre marin 'hafkitta norrois. | Europe                                                                                   | France                                            | Normandie et Haute-Bretagne                       |
| Totoya                                                                          | Totoya | | 'Europe                                                                                  | France                                            | Haut-Béarn, région de Oloron-Sainte-Marie         |
| Bigaude                                                                         | Bigot, Bigue, Bego, Begos, Bigos, Bigorne, Bigourne, Chabinelle, | Bête fantastique à cornes liée aux puits et aux étangs | Europe                                                                                   | France                                            | France                                            |
| Le Bras Rouge                                                                   | Le Bras Rouge | Créature aquatique du Marais Poitevin qui attire dans l'eau les enfants imprudents avec son bras ensanglanté. | Europe                                                                                   | France                                            | Marais Poitevin                                   |
| Banya Verde,                                                                    | Banya Verde, | Démon avec énorme corne verte au centre du front. Il tue les enfants méchants et désobéissants qu'il trouve sur son passage avec une fourche, les transportent dans un panier qu'il porte accroché sur son dos, jusqu'en enfer, où ils sont bouillis dans des énormes chaudrons. | Europe                                                                                   | France et Espagne                                 | montagnes de l'Amprudan et de la Garrotxa         |
| Ramponneau                                                                      | Rampono, Ramponòt, Rampounou | Personnage qui se manifeste par des coups frappés sur un plancher, un plafond, une porte | Europe                                                                                   | France                                            | Grand Sud-Ouest                                   |
| Barbecuge                                                                       | barbe-citrouille, barbe rousse | Croque mitaine des contes enfants | Europe                                                                                   | France                                            | Béarn                                             |
| Came-cruse                                                                      | Cambacrusa | Jambe seule, parfois munie d'un œil au genou qui surgit dans la nuit pour emporter, et dévorer, les imprudents. | Europe                                                                                   | France                                            | Gascogne                                          |
| Homme velu                                                                      | Ome pelut | Personnage qui se tenail sur les bords du fleuve et sur les rivages de la mer et emportait dans sa barque ceux qui s'en approchaient trop, en particulier les enfants | Europe                                                                                   | France                                            | Aude                                              |
| Le chiffonier                                                                   | Pelharot en Languedoc,, Pattier en Isère | Le ramasseur de chiffons, qui venait ramasser les vieux tissus et duquel on menaçait les enfants pas sages (« Si tu n'es pas sage on te donnera au pelharot à son prochain passage » | Europe                                                                                   | France                                            | Languedoc, Isère                                  |
| Cauchemar                                                                       | Sarramauca, Chausse-vieille, Chaucha-vièlha, Chauchevieille, Caucavielha | | Europe                                                                                   | France                                            | Occitanie                                         |
| Mendiants                                                                       | Garaoude (Saint-Chaffrey),, Papa des deux cannes (Ristolas), Pauvre rouge (Eygliers), Rose de Vallouise ou Rose de Pain-Perlé (Pont-de-Cervières) | Mendiant errant dans ou aux alentours et du village utilisé par les parents pour faire aux enfants, menacés d'être enlevés par lui. La Garaoude est par exemple une vieille femme qui vit dans une roulotte. La Rose de Vallouise était une mendiante qui a réellement existé; elle venait chercher du pain à Pont-de-Cervières de Vallouise tous les printemps. | Europe                                                                                   | France                                            | France                                            |
| Garamauda                                                                       | Garamauda | Bête noire, monstre imaginaire dont on fait peur aux enfants. Le terme viendrait de Caramandus, chef Albicoï qui assiéga Marseille peu après sa fondation, | Europe                                                                                   | France                                            | Bouches-du-Rhône                                  |
| Vieux/vielle                                                                    | Marronne, Marramaout, Grou (Vieux) (Villaroger), Papotchantel (Saint-Véran) | Personne agée utilisée pour faire peur aux enfants | Europe                                                                                   | France                                            | France                                            |
| Chouette[source insuffisante]                                                   | Chat-huant, tsa-brella, neutchou, Chèvre du bois, bêti doou tsa/bête du chat, chutte, tsabre dou, nitoula, neytoula[source insuffisante] | Gros volatile qui emporte les enfants | Europe                                                                                   | France                                            | Dauphiné notamment[source insuffisante]           |
| Chauve-souris                                                                   | Ratepenate, Rafagnaoude, ratafagnaudo, ratafagnoudo, rafagnaud,, rafagnaudo (Avignon), rafagnaud | Rafagnaoude est parfois utilisée sans description, Frédéric Mistral fait le lien avec ratafagnaudo ou ratafagnoudo, et le rapproche de la chauve-souris (de l'occitan, ratapenada, chauve-souris). Le rafagnaud désignerait lui un farfadet ou diablotin. Rafagna signifie « grommeler » en Dauphiné. | Europe                                                                                   | France                                            | Provence, en particulier Briançon, Drome          |
| Homme des bois,                                                                 | | Personnage qui emporte les enfants qui sortent la nuit ou dans les bois | Europe                                                                                   | France                                            | Dauphiné notamment[source insuffisante]           |
| Homme à barbe                                                                   | Homme barbu, le barbu, barbe noire, barbe bleue, le moustachu , | Personnage barbu qui fait peur aux enfants | Europe                                                                                   | France et Pays Bas notamment                      |                                                   |
| Bègue,                                                                          | Bègue, | Animal noir, sorte de grand loup cornu, aux grandes dents blanches, à la queue verte, qui prend les enfants méchants, les emporte dans les bois et les mange. Le bègue ne sort que la nuit. Il rôde dans la campagne mais peut aussi chercher à attirer les enfants dans l'eau. | Europe                                                                                   | France                                            | Bas-Dauphiné                                      |
| Carabi-bounet[source insuffisante]                                              | Carabi-bounet[source insuffisante] | Personnage portant un bonnet et attrapant les enfants avec une longue perche pour les attirer dans les oules | Europe                                                                                   | France                                            | Champoléon                                        |
| Fée du mauvais trou (faye daou maou-parti)[source insuffisante]                 | Fée du mauvais trou (faye daou maou-parti)[source insuffisante] | Fée qui est utilisée pour empêcher les enfants de fréquenter une faille dans une roche | Europe                                                                                   | France                                            | Notre-Dame-de-Vaulx                               |
| Mâchecroute                                                                     | Mâchecroute | Monstre aquatique qui vivait à Lyon sous le pont de la Guillotière et provoquait les inondations, mais participait aussi à noyer les enfants | Europe                                                                                   | France                                            | Lyon                                              |
| Tire-gosse                                                                      | Tiro-nègo(en occitan, tire-noie)[source insuffisante] | Créature qui tire les enfants dans les points d'eau pour les noyer | Europe                                                                                   | France                                            | France                                            |
| Mormô                                                                           | Mormolukê , Baubô, Hécate | Créature décrite comme « une femme corinthienne qui aurait dévoré ses propres enfants et qui fait partie des apparitions qui effrayent les enfants de crainte (ou de stupeur). Elle aurait eu une patte d’âne et aurait aussi été dotée du pouvoir de métamorphose. Son apparence est peu documentée ». Platon dans Gorgias, Phédon, Critias et le Criton, Xénophon dans ses Helléniques et Erinna de Télos font référence à un esprit malfaisant féminin du nom de « Mormo » (en grec ancien Μορμώ / Mormố), | Europe                                                                                   | Grèce                                             | Grèce antique                                     |
| Lamia                                                                           | Lamia | Ce monstre chassait les enfants pour les manger. On disait qu'il avait des jambes d'âne. Après avoir dévoré un enfant, il était possible que Lamia soit capturée et éventrée pour pouvoir extraire l'enfant, que l'on supposait être encore en vie. | Europe                                                                                   | Grèce                                             | Grèce antique                                     |